# Le Chancelier Seguier
 (mai 2008).
Si vous disposez d'ouvrages ou d'articles de référence ou si vous connaissez des sites web de qualité traitant du thème abordé ici, merci de compléter l'article en donnant les références utiles à sa vérifiabilité et en les liant à la section « Notes et références ».
Le chancelier Séguier de Charles Le Brun est un portrait équestre représentant le chancelier Pierre Séguier. Peint à l'huile sur une toile mesurant 295 par 357 centimètres, il est aujourd'hui conservé au musée du Louvre.

## Historique
La date d'exécution du tableau est très discutée. Certaines études le datent de 1641, d'autres d'entre 1660 et 1661, et Thuillier (dans le catalogue de l'exposition organisée à Versailles et consacrée à l'artiste) l'estime entre 1653 et 1657. La difficulté vient du style changeant du maître avant 1661. C'était une capacité appréciée de ses clients, il pouvait changer de sujet comme de style. Cette raison conduira Fouquet à le choisir. Pour Bénédicte Gady, la date d'exécution se situe vers 1660.
En 1764, le tableau est mentionné pour la première fois dans un texte imprimé par Grosley dans les Éphémérides pour l'année bissextile MDCCLXIV. En 1793, le procès-verbal des séances de l'assemblée administrative du département de l'Aube décrit le portrait de Séguier en ajoutant « nous avons admiré la grande maîtrise, la magnifique ordonnance et la touche mâle et vigoureuse du grand maître ». Le tableau était alors conservé parmi les tableaux du château d'Estissac. Le tableau est transporté le 17 septembre en tant que confiscation révolutionnaire.
Les Éphémerides sont rééditées en 1811 et une note est ajoutée concernant l'œuvre, la décrivant comme un tableau qui a enrichi la ville de Troyes et pendant la révolution. Il est vraisemblable que le tableau avait alors déjà été réclamé par les propriétaires de Saint-Liebaut, descendant de Seguier, en tant que portrait de famille.
En 1935, le tableau est présenté à l'exposition du tricentenaire de l'Académie française et en 1937, il est exposé  lors de l'exposition internationale. En 1942, il est acquis par le Louvre après le décès de la baronne de Chevrelière, née Séguier, grâce à l'aide de la Société des Amis du Louvre.

## Description
Le chancelier, sur une haquenée, est placé  au centre de la composition et est entouré de six écuyers et pages à pied, habillés dans des tons bleu. Le fond est composé d'un ciel sombre.
Ce portrait ne relate pas d'événement particulier : il n'y a, en effet, aucun symbole ou accessoire qui y ferait référence. Toutefois, une hypothèse probable serait que l'évènement commémoré lors de cette scène est l'entrée royale de Louis XIV dans Paris le 28 août 1660, accompagnée de sa jeune épouse Marie-Thérèse.
Le chapeau à bordure ronde que porte Séguier est le mortier traditionnel des chanceliers de France. Sa présence est un marqueur de son statut. Le cordon de l'Ordre du Saint-Esprit est peut-être une distinction à laquelle il attachait une importance particulière. La richesse des parures et broderies couleur or sont en lien avec les honneurs fait au cavalier. Les deux parasols sont signes de protection. Ce symbole réfère à la personnalité du chancelier, protecteur des arts.
Une longue tradition a voulu voir la représentation de Le Brun sous les traits de l'écuyer qui tient le parasol :  ceci pouvait alors être interprété comme une marque d'allégeance pour la protection dont il a profité. Le regard qu'il jette alors vers la gauche du tableau pourrait référer à son passé : en 1642, il part pour Rome avec une pension annuelle de 200 écus données par Séguier, auquel il doit de précieuses lettres de créance. Et de retour en France, en 1646, il obtient une place vacante de valet de chambre du roi, qu'il achète ou obtient de Séguier. Toutefois, selon Bénédicte Gady, cette hypothèse n'est pas fondée, compte tenu notamment de la date la plus plausible de l'exécution du tableau.
Séguier est aussi devenu protecteur de l'Académie après la mort de Mazarin. On recherche encore si les visages des estafiers et des pages correspondent à des visages d'artistes contemporains de ou ayant un lien avec Séguier.

## Technique
La technique de composition s'approche de celle de l'autoportrait du peintre, dans la simplicité, les détails peu nombreux et la concentration du spectateur axée sur les valeurs du personnage principal. Le rehaussement des ornements aux couleurs éclatantes tranche avec les teints sombres de l'arrière-plan. Cet éclat n'entraîne pas cependant au tumulte baroque. Le mouvement va vers la droite. Il est créé par la ligne composée de l'horizon et les têtes des hommes du chancelier. Leurs regards sont pour la plupart dirigés vers la droite.

## Hommages
Le tableau de Charles Le Brun inspire le tableau The Chancellor Seguier on Horseback (2005) au peintre américain Kehinde Wiley.